# Теодорих (герцог саксов)
Теодо́рих (Теодерик; нем. Theodoric, Theoderic; VIII век) — герцог саксов в 740-х годах.

## Биография
Единственные нарративные источники, упоминающие о Теодорихе — франкские анналы. О франкско-саксонских военных конфликтах 740-х годов, в том числе, сообщается в хронике Продолжателей Фредегара, в «Ранних Мецских анналах», в «Лоршских анналах» и в «Анналах королевства франков».
Согласно этим источникам, Теодорих был правителем саксов. О том, на какие области Саксонии распространялась его власть, в средневековых хрониках не упоминается. Также не известно и время, когда он получил власть над саксами. В «Анналах королевства франков» Теодорих назван герцогом (лат. dux), что должно свидетельствовать о его очень высоком статусе среди своих сородичей. Хотя во франкских анналах сообщается о нескольких походах майордома Карла Мартелла в Саксонию (720, 722, 724 и 738 годы), о каких-либо саксонских правителях в этой связи не упоминается. Предыдущим саксонским вождём, наделённым в средневековых источниках герцогским титулом, был Бертоальд, возглавлявший антифранкское восстание в 620-х годах.
В 743 году майордомы Франкского государства Пипин Короткий и Карломан вели войну против герцога баваров Одилона. В то время как Пипин вторгся с армией непосредственно в Баварию, Карломан совершил поход в Саксонию. Причиной вторжения была поддержка, оказанная саксами Одилону, а поводом — отказ саксов платить франкам традиционную дань в пятьсот коров, которую на них ещё в середине VI века возложили короли из династии Меровингов. Возглавлявшееся Карломаном франкское войско, разорив саксонские селения до реки Везер, заняло принадлежавший саксам каструм Хохензеебург (современный Зеебург около Лютерштадт-Айслебена). Здесь майордом провёл собрание, на котором присутствовали представители саксонской знати (в том числе, и Теодорих). По свидетельству франкских анналов, вожди саксов клятвою были вынуждены подтвердить своё подчинение правителям Франкского государства.
Однако в 744 году саксы снова восстали, вынудив Пипина Короткого и Карломана совершить ещё одно вторжение в Саксонию. Во время этого похода множество саксов было крещено. Сам Теодорих попал в плен и был уведён во Франкское государство. О его дальнейшей судьбе сведений не сохранилось.
Ничего не известно о том, кто был преемником Теодориха. Когда в 748 году саксы опять подняли мятеж против Пипина Короткого, поддержав его единокровного брата Грифона, имена их предводителей во франкских анналах уже названы не были. Следующим представителем высшей саксонской знати, упоминавшимся в источниках как герцог, был Видукинд.